# Tháng 3 năm 2004
2004: Tháng 1 - tháng 2 - tháng 3 - tháng 4 - tháng 5 - tháng 6 - tháng 7 - tháng 8 - tháng 9 - tháng 10 - tháng 11 - tháng 12

## Tháng 3năm2004

### Thứ 2, ngày22 tháng 3
- Microsoft sẽ bị Hội đồng châu Âu phạt 497 triệu € (gần 10.000.000₫) vì hãng này giữ quyền với Windows, theo tin đồn trước hội nghị quan trọng của những uỷ viên hội đồng của Nghị viện châu Âu thứ tư. (Financial Times) Lưu trữ ngày 28 tháng 11 năm 2005 tại Wayback Machine
- Bầu cử El Salvador: Tony Saca của Liên minh Cộng hoà Dân tộc (ARENA) chiến thắng trước lãnh đạo phái du kích của đảng Cộng sản, với 60 phần trăm số phiếu. (Seattle Times) (CoLatino) Lưu trữ ngày 5 tháng 4 năm 2004 tại Wayback Machine (El Salvador)
- Israel ám sát Sheikh Ahmed Yassin, lãnh tụ tinh thần của Hamas, tại Gaza. Sau đó chặn đường vòng trong Bờ Tây và dải Gaza. Chính phủ Anh, Pháp và Đức, cùng với chính phủ khác, lên án vụ sát hại đó. (BBC)
- Richard Clarke, một cựu phụ tá về chống khủng bố cho Tổng thống Hoa Kỳ Bush, nói là ông Bush hướng chú ý sang chuyện Iraq trong khi không để ý mối nguy hiểm chính từ Al-Qaeda. (BBC)
- Vương quốc Liên hiệp Anh và Bắc Ireland đóng cửa sứ quán ở Algiers (Algérie), vì lo ngại vấn đề an ninh. (BBC) (CNN)

### Thứ 6, ngày19 tháng 3
- Quân Pakistan kiểm soát khu vực Waziristan mà họ đang nghi là có Ayman al-Zawahiri ẩn trốn.
- Tổng thống Đài Loan:
  - Trung Quốc loan báo là quân đội của họ sẽ tập với quân Pháp gần Đài Loan, vào đúng dịp bầu cử này. (BBC)
  - Tổng thống Trần Thủy Biển và Phó tổng thống Lữ Tú Liên bị bắn lúc khi đi chiến dịch ở Đài Nam. Một viên đạn đã trúng bà Lữ Tú Liên ở mắt cá chân, trước khi trúng ông Trần Thủy Biển vào bụng. Hai ông bà đang đi trong đoàn xe hộ tống tổng thống. Hai ông bà đã rời bệnh viện sau khi chữa trị. (BBC)

### Thứ 5, ngày18 tháng 3
- Howard Dean loan báo kế hoạch Democracy for America (Tổ chức Dân chủ cho nước Mỹ), một tổ chức chính trị để giúp đỡ những người ứng cử tiến bộ có ý kiến giống nhau. (CNN) Lưu trữ ngày 21 tháng 3 năm 2004 tại Wayback Machine
- Chính quyền Ấn Độ báo cho biết là người nổi loạn từ miền đông bắc từ Bangladesh, Myanmar và Bhutan đang đặt kế hoạch cho cuộc tấn công lớn cho phá bầu cử sắp tới. (Reuters)

## Sự kiện qua theo tháng
2004: Tháng 2 - tháng 2
Tính chất đúng lúc về thời sự theo đường loga